# Heinrich Abegg (Politiker)
Heinrich Abegg (* 12. Juli 1904 in Seebach; † 20. September 1984 in Zürich, heimatberechtigt in Zürich) war ein Schweizer Politiker (SP).

## Leben
Heinrich Abegg, Mitglied der Reformierten Kirche, wurde am 12. Juli 1904 als Sohn des Landwirts August Abegg und der Elisabeth, geborene Hauser, in Seebach geboren. Abegg, der eine Schriftsetzer- und Maschinensetzerlehre absolvierte, arbeitete danach als Setzer in der Basler Volksdruckerei.
Heinrich Abegg, der 1927 Maria, geborene Leutwyler, aus Wallisellen ehelichte, verstarb am 20. September 1984 im Alter von 80 Jahren in Zürich.

## Politische Aktivitäten
Seit dem Generalstreik im Jahr 1918 wirkte Abegg aktiv bei der Gewerkschaft Typographia und in der SP, der er zeitweise als Kantonalpräsident vorstand. 1937 gehörte Abegg dem Gemeinderat von Allschwil an. Anschliessend war er von 1937 bis 1946 im Baselbieter Landrat vertreten. Zuletzt sass er von 1946 bis 1963 im Regierungsrat, wo er bis 1959 als Baudirektor, danach als Direktor des Innern fungierte. Als Baudirektor hatte Abegg einen grossen baulichen Nachholbedarf des Kantons zu bewältigen, unter anderem plante er den Ausbau der Spitäler. 1947 kämpfte er für die Einführung der AHV. Daneben setzte er sich zwischen 1940 und 1945 für Flüchtlinge aus dem Elsass, die vor den Deutschen in die Schweiz geflohen waren, ein.